# Villa Il Capriccio
Villa Il Capriccio è una struttura monumentale di Napoli; sorge in via Lieti, ai margini dell'omonimo rione nella zona di Capodimonte.
Il complesso, costituito da un'antica tenuta di campagna ed annesso podere coltivato, fu costruito in una zona non panoramica, pianeggiante. Esso avrebbe dovuto fungere da residenza estiva, legata, al contempo, anche alla produzione agricola.
La tenuta visse analoghe vicende storiche delle altre ville della zona, tra il periodo napoleonico e la Restaurazione.
I due livelli del fabbricato erano distinti: uno a scopo di servizio e l'altro ad appartamenti nobili.
Oscar Meuricoffre, un nobile della seconda metà dell'Ottocento, fece aggiungere un altro piano e rese la struttura più elegante. La villa pur sopraelevata e lottizzata, conserva comunque il suo originario impianto settecentesco.
Oggi è proprietà del comune di Napoli e ospita gli uffici della III Municipalità, con un centro sociale per anziani, mentre il vecchio podere coltivato è un parco pubblico dotato di campi sportivi ed altri servizi.